# شيلشوك (ثغرة أمنية)

شيلشوك (بالإنجليزية: Shellshock) والمعروفة أيضًا بباشدور هي عائلة من الثغرات الأمنية في قشرة باش الخاصة بيونكس، أُعلنت في 24 أيلول/سبتمبر في 2014. يُمكِّن شيلشوك المهاجم من تنفيذ أوامر باش وكسب الوصول غير المصرح به إلى العديد من الخدمات التي تواجه الإنترنت مثل خوادم الويب التي تستخدم باش لمعالجة الطلبات.